# 个性与社会心理学杂志
《个性与社会心理学杂志》（英語：Journal of Personality and Social Psychology，、性格與社會心理學期刊），美国心理学会出版的一份心理学学术月刊，被认为是社会心理学和人格心理学领域的顶级刊物，重点是实证研究报告，不过也发表专业化的理论、方法以及评论文章。
这份杂志分为三个独立的部分：态度与社会认知，人际关系与群体动力学，和人格过程与个体差异，分别有不同的编辑。
典型的《个性与社会心理学杂志》论文包括长篇的导论和文献评论，然后是一些探索理论的不同方面或测试多个相互竞争的假设的相关研究。一些研究人员认为多次实验的要求是一个沉重的负担，拖延出版了有价值作品的发表，但是这一要求有助于维护这样的印象：发表在《个性与社会心理学杂志》上的论文已经经过了彻底的审查，不太可能出现I型错误或未探测的混乱。